# 7. pehotni polk (Avstro-Ogrska)
Za druge 7. polke glejte 7. polk.
7. pehotni polk (izvirno nemško Infanterie Regiment Nr. 7) je bil pehotni polk Avstro-ogrske skupne vojske.

## Poimenovanje
- Kärntnerisches-Infanterie Regiment »von Khevenhüller« Nr. 7/Koroški pehotni polk »Grof Khevenhüllerski« št. 7
- Infanterie Regiment Nr. 7 (1915 - 1918)

## Zgodovina
Polk je bil ustanovljen leta 1691. 

### Prva svetovna vojna
Polkovna narodnostna sestava leta 1914 je bila sledeča: 97 % Nemcev in 3 % drugih. Naborni okraj polka je bil v Celovcu, pri čemer so bile polkovne enote garnizirane sledeče: Graz (štab, I., III. in IV. bataljon) in Celovec (II. bataljon).
Med prvo svetovno vojno se je polk bojeval tudi na soški fronti. Med četrto soško ofenzivo je polk branil goro Šmihel.
V sklopu t. i. Conradovih reform leta 1918 (od junija naprej) je bilo znižano število polkovnih bataljonov na 3.

## Organizacija
1918 (po reformi)
- 1. bataljon
- 2. bataljon
- 3. bataljon

## Poveljniki polka
- 1859: Georg Prohaska[9]
- 1865: Carl von Böck[10]
- 1879: Carl Jaus[11]
- 1908: Franz Paukert[12]
- 1914: Otto Koschatzky[1]

## Slavni pripadniki
- Andrej Komel, plemeniti Sočebran